# Kulturní křesťanství
Kulturní křesťanství je označení pro postoj člověka, který uznává křesťanské hodnoty, váží si křesťanského kulturního dědictví a dodržuje křesťanské tradice např. slavení křesťanských svátků, přičemž ale sám není vyznavačem křesťanské víry a nehlásí se k žádné z křesťanských denominací. Kulturním křesťanem tedy může být např. ateista, panteista, deista, agnostik apod., který pochází z křesťanského prostředí, byl vychováván jako křesťan anebo přijal za své zvyky křesťanské země, ve které žije.

## Významné osobnosti hlásící se ke kulturnímu křesťanství
K nejvýznamnějším historickým postavám, které se považovaly za součást křesťanské kultury, přestože křesťany v tradičním slova smyslu nebyly, patří zejména deisté 18. a počátku 19. století jako např. francouzský vojevůdce a diktátor Napoleon Bonaparte nebo američtí Otcové zakladatelé Benjamin Franklin, Thomas Jefferson a James Madison.
Jednou z nejvýraznějších osobností současnosti označující se za kulturního křesťana je britský evoluční biolog a ateista Richard Dawkins.

## Kulturní křesťané v Číně
V Čínské lidové republice jsou jako kulturní křesťané označováni intelektuálové zabývající se studiem křesťanské teologie, etiky a literatury, kteří zpravidla mají ke křesťanství pozitivní vztah, ovšem sami otevřeně praktikujícími křesťany nejsou.